# ふろがーる!
『ふろがーる!』は、片山ユキヲによる日本の漫画作品。『ビッグコミックスピリッツ』（小学館）にて、2015年（平成27年）37・38合併号から2016年（平成28年）52号まで連載された。風呂好きのOL・生実野早夜子（おゆみの さよこ）のライフスタイルを描いている。2020年（令和2年）33号にはドラマ化を記念した特別編が掲載された。
2020年（令和2年）7月16日からテレビ東京系「ドラマパラビ」でテレビドラマ化。

## 書誌情報
- 片山ユキヲ『ふろがーる!』、小学館（ビッグコミックス）、全3巻（電子書籍でも刊行[2]）
  1. 2016年（平成28年）02月29日発売、ISBN 978-4-09-187460-3[3]
  2. 2016年（平成28年）07月29日発売、ISBN 978-4-09-187718-5[4]
  3. 2017年（平成29年）02月28日発売、ISBN 978-4-09-189380-2[5]

## テレビドラマ
2020年7月16日（15日深夜）から8月20日（19日深夜）まで、テレビ東京系「ドラマパラビ」で木曜0時58分から1時28分（水曜深夜）に放送された。全6話。主演は桜井日奈子。
キャッチコピーは「いざ、入湯!」。
原作では関西弁だった早夜子が武士のような口調へと変わっているほか、ほぼアパート内でストーリーが展開する。

### キャスト
生実野早夜子（おゆみの さよこ）
演 - 桜井日奈子

檜山愛乃（ひやま あいの）
演 - 小西桜子

### ゲスト
第2話
配達員
演 - 鈴木孝之

第3話
温井守（ぬくい まもる）
演 - 味方良介（最終話は回想と写真）

第5話
大家
演 - 黒田浩史

### スタッフ
- 原作 - 片山ユキヲ
- 脚本 - 政池洋佑、仲村優果里
- 監督 - 石川淳一（ベイシス）
- お風呂監修 - 小林麻利子
- 音楽 - 堀川真理子
- 主題歌 - 井上紗矢香「無重力飛行士」
- ナレーション - 高瀬右光
- 技術協力 - Panasonic Visuals（パナソニック映像）
- 美術協力 - BEENS
- チーフプロデューサー - 山鹿達也（テレビ東京）
- プロデューサー - 稲田秀樹（テレビ東京）、田辺勇人（テレビ東京）、森安彩（共同テレビジョン）
- 制作 - テレビ東京、共テレ
- 製作著作 - 「ふろがーる!」製作委員会

### 放送日程
| 話数   | 放送日  | サブタイトル               | ラテ欄                   | 脚本       |
| ------ | ------- | -------------------------- | ------------------------ | ---------- |
| 第1話  | 7月16日 | 世界一平和な爆弾 バスボム  | 快楽風呂&湯上りメシ      | 政池洋佑   |
| 第2話  | 7月23日 | 夏みかんは"映え"のはじまり | 魅惑のフルーツポンチ風呂 | 政池洋佑   |
| 第3話  | 7月30日 | 恋と雨とミストサウナ       | 恋に効くおうちサウナ     | 仲村優果里 |
| 第4話  | 8月06日 | 泡風呂DEうおおおぉ         | 恋の傷癒す幸運の泡風呂   | 政池洋佑   |
| 第5話  | 8月13日 | 夏の風呂は天国か地獄?      | 酷暑に涼しい地獄風呂!?   | 仲村優果里 |
| 最終話 | 8月20日 | 早夜子VS風呂 最後の戦い    | 極楽の癒し風呂とは!?     | 政池洋佑   |

### 放送局
| 放送期間                 | 放送日時                     | 放送局         | 対象地域   | 備考           |
| ------------------------ | ---------------------------- | -------------- | ---------- | -------------- |
| 2020年7月16日 - 8月20日  | 木曜 0:58 - 1:28（水曜深夜） | テレビ東京     | 関東広域圏 | 製作局         |
| 2020年7月16日 - 8月20日  | 木曜 0:58 - 1:28（水曜深夜） | テレビ大阪     | 大阪府     |                |
| 2020年7月16日 - 8月20日  | 木曜 2:05 - 2:35（水曜深夜） | テレビ愛知     | 愛知県     |                |
| 2020年11月6日 - 12月11日 | 金曜 0:00 - 0:30（木曜深夜） | BSテレ東（2K） | 全国       |                |
| 2020年11月6日 - 12月11日 | 金曜 0:00 - 0:30（木曜深夜） | BSテレ東4K     | 全国       | 4K制作版で放送 |

### ネット配信
- Paraviでは7月15日より毎週水曜21時に先行独占配信。
- ネットもテレ東（TVer、GYAO!）では地上波での放送後から最新話限定で無料配信。

| テレビ東京系 ドラマパラビ                                          | テレビ東京系 ドラマパラビ               | テレビ東京系 ドラマパラビ                  |
| 前番組                                                             | 番組名                                  | 次番組                                     |
| ------------------------------------------------------------------ | --------------------------------------- | ------------------------------------------ |
| Paraviオリジナルドラマ 「love⇄distance」 （2020年7月2日 - 7月9日） | ふろがーる! （2020年7月16日 - 8月20日） | 働かざる者たち （2020年8月27日 - 10月1日） |